# Бабичі (Підкарпатське воєводство)
Бабичі (пол. Babice) — село (раніше — містечко) в Польщі, у гміні Кривча Перемишльського повіту Підкарпатського воєводства.
Населення — 892 особи (2011).

## Географія
Село лежить на відстані 6 кілометрів на захід від центру гміни села Кривча, 22 кілометри на захід від центру повіту міста Перемишль та 41 кілометр на південний схід від центру воєводства — міста Ряшева.

## Історія
В XI-XIII століттях на цих землях існувало Перемишльське руське князівство зі столицею в Перемишлі, яке входило до складу Галицького князівства, а пізніше Галицько-Волинського князівства.
Після захоплення цих земель Польщею територія в 1340—1772 роках Бабичі входили до складу Сяноцької землі Руського воєводства Королівства Польського і були містом з магдебурзьким правом.
За податковим реєстром 1508 року Бабичі належали Андрію Отовичу, входило до Перемишльської землі Руського воєводства, було 13 загородників.
За податковим реєстром 1589 року містечко входило до Сяноцької землі Руського воєводства, були 21 будинок і 105 жителів, а в передмісті було 2,5 лану (приблизно 62 га) оброблюваної землі та піп (отже, була церква).
Місцева дерев'яна церква Успення Пресвятої Богородиці була збудована в 1840 р., в 1936 р. налічувала 406 парафіян, належала до парафії Скопів Порохницького деканату Перемишльської єпархії. 23 лютого 1945 року групою озброєних поляків тут було вбито греко-католицького священика Анатолія Сембратовича. Хоча, основною метою нападників був грабунок, священика було вбито навмисно. За даними профестора Андрусяка вбивство здійснив місцевий ксьондз Францішек Журавскі.
У 1975—1998 роках село належало до Перемишльського воєводства.

## Демографія
- 1876 — 623 мешканці, серед них: 363 римо-католики, 251 греко-католик, 9 юдеїв
- 1939 — 1180 мешканців, серед них: 370 українців , 770 поляків, 40 євреїв[9]

Демографічна структура станом на 31 березня 2011 року:
|          | Загалом | Допрацездатний вік | Працездатний вік | Постпрацездатний вік |
| -------- | ------- | ------------------ | ---------------- | -------------------- |
| Чоловіки | 461     | 94                 | 318              | 49                   |
| Жінки    | 431     | 84                 | 254              | 93                   |
| Разом    | 892     | 178                | 572              | 142                  |